# Wazy Davida

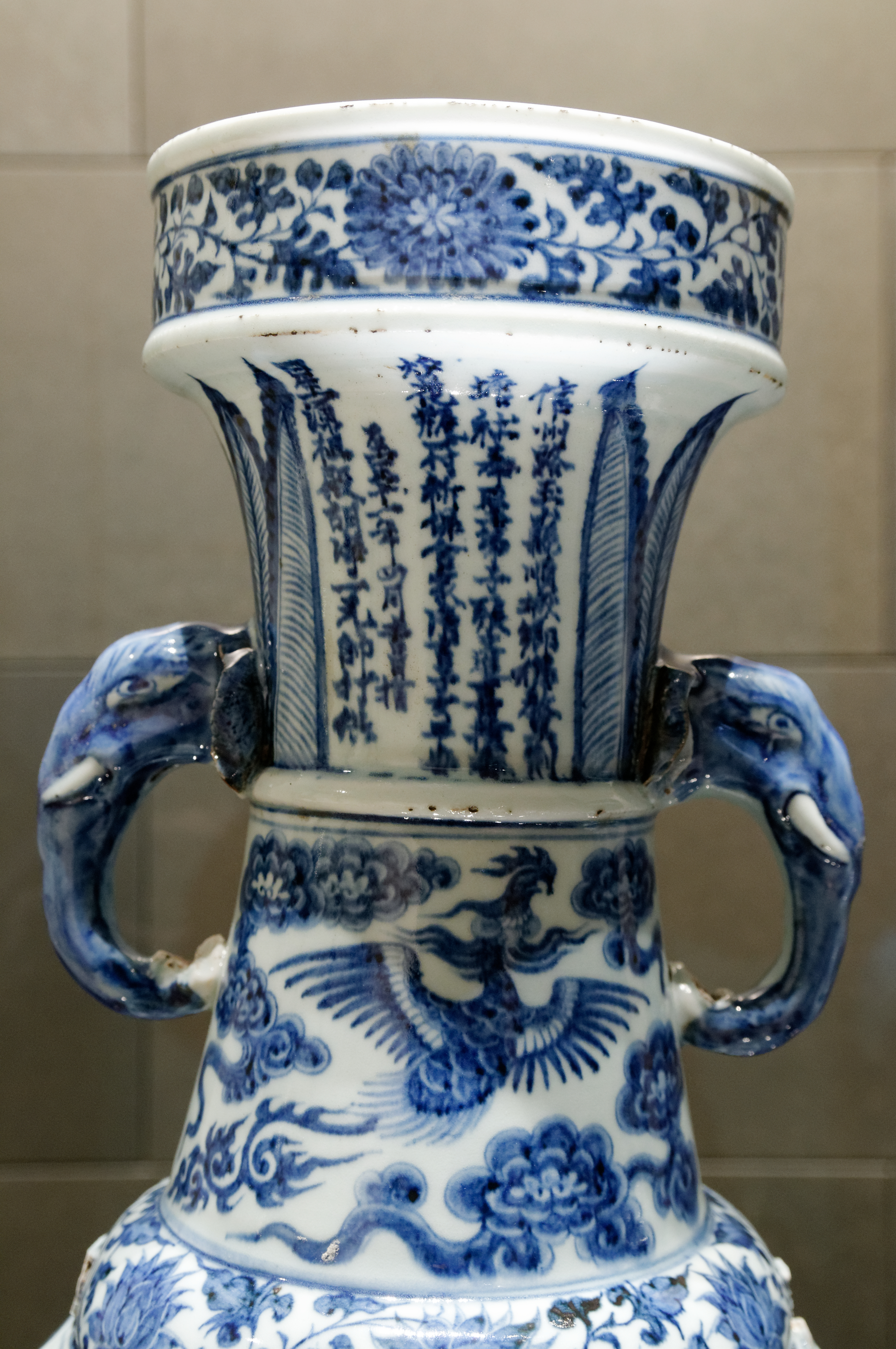
Inskrypcja na szyjce wazy

Wazy Davida (ang. David Vases) – para bliźniaczych waz z epoki Yuan, wykonanych z niebiesko-białej porcelany, obecnie znajdujących się w Muzeum Brytyjskim. Zgodnie z oficjalną stroną muzeum wazy Davida „są najbardziej znanym [przykładem] porcelany na świecie”.
Zgodnie z umieszczoną na szyjce waz inskrypcją zostały one podarowane w czwartym miesiącu jedenastego roku ery Zhizheng (tj. w roku 1351 naszej ery) taoistycznej świątyni w Wuyuan przez niejakiego Zhang Wenjina, pochodzącego z powiatu Yushan (zarówno Wuyuan, jak i Yushan wchodzą obecnie w skład prefektury Shangrao). Yushan jest położone ok. 120 km na południowy wschód od Jingdezhen, ośrodka produkcji porcelany, w którym powstały obie wazy.
Ornament na Wazach Davida jest podzielony na osiem pasów. Licząc od góry, pasy pierwszy, czwarty i szósty są wąskim strefami oddzielającymi od siebie pasy wypełnione kwiatami i liśćmi oraz nieostrymi chmurami. Na podstawie mamy wyłogi w kształcie prostokątnego U z symbolami pomyślności oddzielonymi od siebie przez buddyjskie płonące perły. Poniżej uchwytów w kształcie słoni znajduje się feniks i stylizowane chmury. Duże główne pole jest pochłonięte przez wijącego się jak wąż smoka, umiejscowionego na tle szeroko rozciągniętych chmur i ogników, podczas gdy pas ponad nim wypełnia luźna girlanda kwiatów. Inskrypcja znajduje się na szyjce pomiędzy szpiczastymi liśćmi. Oryginalnie wazy, na wzór brązów, posiadały porcelanowe pierścienie obejmujące uchwyty w kształcie słoni. Według Williama Watsona innowacyjny charakter waz objawia się w układzie motywów, „które następnie są wypełniane jednolitymi kolorami. Nigdy wcześniej dostojne emblematyczne przedmioty nie były powiązane tak blisko z motywami kwiatowymi”.
W dwudziestym wieku wazy weszły w skład kolekcji sztuki chińskiej stworzonej przez Brytyjczyka Percivala Davida, od którego wzięła się ich nazwa. Razem z innymi dziełami sztuki z tej kolekcji obecnie są wystawiane w Muzeum Brytyjskim. Chociaż wazy same w sobie są cennymi dziełami sztuki, to ich szczególne znaczenie wynika z unikalnej inskrypcji. Przez długi czas nie znano niebiesko-białej porcelany wcześniejszej niż ta pochodząca z epoki Ming. Dopiero kiedy w 1929 Robert Lockhart Hobson odkrył inskrypcję na Wazach Davida, stało się jasne, że wyrafinowaną pod względem technicznym i artystycznym niebiesko-białą porcelanę wytwarzano już w czasach dynastii Yuan. W latach 50. XX. wieku Amerykanin John Alexander Pope przyjął Wazy Davida jako podstawę dla datowania podobnej porcelany znajdującej się w Kompleksie grobowym Safi ad-Dina w Ardabilu i Pałacu Topkapi, jak również innej porcelany wyprodukowanej w Jingdezhen. Porównując je z Wazami Davida zidentyfikował on siedemdziesiąt cztery egzemplarze porcelany „Zhizheng” i wskazał metody identyfikacji i klasyfikacji biało-niebieskiej porcelany, które następnie służyły jako powszechnie przyjęty standard. Długa dedykacyjna inskrypcja znajdująca się na Wazach Davida jest najstarszą znaną inskrypcją na niebiesko-białej ceramice.